# All-4-One
All-4-One — американская мужская вокальная ритм-н-блюзовая группа из Калифорнии. Была очень популярна в середине 1990-х годов. Наиболее известна по своему хиту «I Swear» (1993), поднявшемся на 1 место американского чарта (Billboard Hot 100).
Музыкальный сайт AllMusic характеризует группу как квартет, работающий в жанре современного R&B, который со своим «сочетанием ду-вопных гармоний с превосходной продюсерской работой» пользовался огромным успехом в середине 1990-х годов.
Дебютный альбом группы 1994 года вошёл в США в первую десятку, во многом благодаря, как пишет AllMusic, «огромному» хиту «I Swear», который продержался на первой позиции американского чарта 11 недель.

## Состав
- Тони Боровяк (англ. Tony Borowiak)
- Джейми Джонс (англ. Jamie Jones)
- Дилиос Кеннеди (англ. Delious Kennedy)
- Альфред Неварес (англ. Alfred Nevarez)

## Дискография
- См. статью «All-4-One discography» в английском разделе.

## Премии и номинации
- См. «All-4-One § Awards» в английском разделе.